# Alam Panjang
Alam Panjang is een bestuurslaag in het regentschap Kampar van de provincie Riau, Indonesië. Alam Panjang telt 2993 inwoners (volkstelling 2010).